# Fritz Arlberg
Fritz Arlberg (Leksand, 21 maart 1830 – Christiania, 21 februari 1896) was een Zweeds/Noors operazanger met een baritonstem.

## Achtergrond
Fritz Georg Efraim Arlberg werd geboren binnen het gezin van kapelaan Georg Arlberg en Margretha Lovia Sahlmark. Hij huwde in 1868 met violiste Anna Maria Rudolfina Neruda, zuster van cellist Franz Neruda en violiste Wilma Neruda. Arlberg en Neruda kregen zoon Hjalmar Arlberg. Hij werd in 1868 gekozen als nummer 420e lid van de Kungliga Musikaliska Akademien.

## Loopbaan
Arlberg studeerde vanaf 1848 in Uppsala, maar vooralsnog geen zang. Hij ging leiding geven aan de plaatselijke Kamer van Koophandel. Toch viel zijn stem al gedurende zijn studententijd op. In 1854 maakte hij zijn toneeldebuut in het Mindre teatern in het zangspel Farinelli eller Kungen och sångaren. Hij kreeg lessen van Julius Günther, een Duitse zanger genaamd Wieser en Pothier in Parijs.  Hij zou nog vier jaar bij dat theater blijven.  Dat viel in goede aarde en vanaf 1858 was hij werkzaam in het Kunglige Operan. Zijn eerste rol daar was Figaro in Le nozze di Figaro. Hij zou daar tot 1874 optreden. Hij zong niet alleen, hij was ook wel theaterregisseur (1860-1864) en operaregisseur (1865). In 1874 hielden zijn werkzaamheden bij de Zweedse opera op als gevolg van een ruzie, maar hij kon eenzelfde baan krijgen bij het Christiania Theater in Oslo, dan Christiania geheten. Hij hield het er drie jaar uit. Hij trok vervolgens weer naar Stockholm waar hij diverse gastoptredens verzorgde. In 1883 sloot hij zijn actieve carrière af en ging lesgeven in Stockholm, Kopenhagen en opnieuw Oslo.

## Compositie
Hij heeft zelf ook wat muziek geschreven, doch dat had een onbetekenende rol. Hij vertaalde echter ook buitenlandse opera's naar het Zweeds. Zo kwamen er Zweedse versies van bijvoorbeeld Rienzi en  De Vliegende Hollander van Richard Wagner. Arlberg hield van Wagners muziek.

### Enkele werken
- opus 2: Zwei Lieder vom Tode
- opus 3: Tägliche Übungen für Frauenstimme
- opus 5: Songs at the piano (1870)
- opus 6: Songs at the piano
- opus 7: Sten Sture, ballade voor tenor, bariton en orkest (1875)
- opus 8: Songs at the piano (1875)
- opus 9: Folkeviser med piano
- opus 10: I skogen, symfonisch gedicht voor orkest (1877)
- opus 11: Songs at the piano
- opus 13: Waltz-etude voor alt en piano
- opus 14: Vier Lieder (op tekst van Heinrich Heine)
- opus 15: Song at Luthersfesten (koor met orgel of piano) (1885)
- opus 16: Vocalises
- opus 17: Selmas tankar i våren
- Offertorium
- Dreams (liederen)
- Vertalingen van libretto’s voor:
  - Hin ondes läros pand; een opera van Johan August Söderman (1856)
  - I Marocko; een opera van Joseph Dente (1866)
  - Riccardo: een opera van Johan Herman Berens (1869)

- Bibsys: 65627
- Gemeinsame Normdatei: 1066810184
- International Standard Name Identifier: 0000 0000 5325 9383
- KulturNav: 0f9297d5-930c-4d32-8306-585e632b2dd5
- Library of Congress Control Number: nr91007546
- LIBRIS: 206754
- Système universitaire de documentation: 22543914X
- Virtual International Authority File: 46735019